# Universidade do Camboja
A Universidade do Camboja (UC) é uma universidade privada localizada em Phnom Penh, capital do Camboja. Foi fundada em 23 de junho de 2003 pelo Dr. Kao Kim Hourn,  Ministro Delegado do Primeiro-Ministro do Reino do Camboja, Fundador, Presidente do Conselho de Administração e presidente da Universidade do Camboja e pelo Dr. Haruhisa Handa, assessor do Governo Real do Camboja, fundador e presidente da Fundação Internacional de Artes e Cultura e Chanceler da Universidade do Camboja. A Universidade do Camboja é credenciada pelo Governo Real do Camboja e pelo Comité de Acreditação do Camboja (ACC), e é membro da Associação cambojana de Ensino Superior (CHEA).
A Universidade do Camboja usa o sistema baseado em crédito, baseado no modelo norte-americano, e os programas são ministrados por meio do idioma inglês. Em 2013, a universidade lançou a trilha khmer, que oferece os mesmos programas de ensino, utilizando a língua khmer (cambojano). Posteriormente, a universidade renomeou os programas de língua inglesa existentes.
A Universidade oferece bacharelado, mestrado e doutorado através de suas oito faculdades e escolas: Escola de Artes, Humanidades e Línguas, Faculdade de Educação, Faculdade de Direito, Faculdade de Mídia e Comunicação, Faculdade de Ciência e Tecnologia, Faculdade de Ciências Sociais, Escola Techo de Governo e Relações internacionais e da Escola cambojana of Business (anteriormente College of Management) A Divisão de Pós-graduação supervisiona programas de pós-graduação da universidade.
Em conjunto com faculdades e escolas da universidade, a Universidade do Camboja criou institutos e centros específicos de coordenação dos esforços de investigação e formação através das disciplinas acadêmicas. A universidade opera o Instituto de Pesquisa e Estudos Avançados (IRAS), o Conselho de Investigação e Criatividade (CRC), a ASEAN Study Center (ASC), o Centro de Estudos ingleses (CES), e o Centro de Liderança da Ásia (ALC). Além disso, a universidade estabeleceu numerosos grupos de reflexão, incluindo o Fórum Económico da Ásia (AEF), em maio de 2005, e, mais tarde, o Diálogo asiático de Desenvolvimento (AFDD).
A Universidade do Camboja ganhou popularidade por conta de seus inúmeros clubes e organizações estudantis, especificamente: A University of Cambodia Student Senate (UCSS (UCSS), University of Cambodia Cambodian Red Cross Club (UCCRCY), University of Cambodia Debate Club, University of Cambodia Sport Club e a University of Cambodia Alumni Association (UCAA). A Universidade também tem o seu próprio boletim trimestral oficial, chamado The Bulletin UC, que contém contribuições regulares dos funcionários, professores, alunos, ex-alunos e outros contribuintes especiais.
Além disso, a UC mantém muitas relações formais através de memorandos sancionados com diversas instituições nacionais e internacionais, organizações e líderes da indústria.